# Санґ-Бон
Санґ-Бон (перс. سنگ بن) — село в Ірані, у дегестані Дейламан, у бахші Дейламан, шагрестані Сіяхкаль остану Ґілян. У переписі 2006 року вказане як окремий населений пункт, але без відомостей про чисельність населення.

## Клімат
Середня річна температура становить 8,62°C, середня максимальна – 23,83°C, а середня мінімальна – -8,34°C. Середня річна кількість опадів – 378 мм.
| Клімат поселення                              | Клімат поселення | Клімат поселення | Клімат поселення | Клімат поселення | Клімат поселення | Клімат поселення | Клімат поселення | Клімат поселення | Клімат поселення | Клімат поселення | Клімат поселення | Клімат поселення | Клімат поселення |
| Показник                                      | Січ.             | Лют.             | Бер.             | Квіт.            | Трав.            | Черв.            | Лип.             | Серп.            | Вер.             | Жовт.            | Лист.            | Груд.            |                  |
| Середній максимум, °C                         | 2,30             | 3,41             | 5,64             | 12,27            | 17,70            | 21,75            | 23,83            | 23,61            | 19,85            | 15,99            | 10,58            | 4,67             |                  |
| Середня температура, °C                       | −3,02            | −1,9             | 0,32             | 6,94             | 12,38            | 16,43            | 19,44            | 19,22            | 15,47            | 11,60            | 6,18             | 0,28             |                  |
| Середній мінімум, °C                          | −8,34            | −7,2             | −4,98            | 1,64             | 7,08             | 11,13            | 15,06            | 14,84            | 11,09            | 7,22             | 1,80             | −4,1             |                  |
| Норма опадів, мм                              | 32               | 36               | 59               | 48               | 41               | 16               | 13               | 10               | 15               | 34               | 36               | 38               |                  |
| Середньомісячна швидкість вітру, м/с          | 2.00             | 2.56             | 2.69             | 2.97             | 2.30             | 1.92             | 1.97             | 1.93             | 1.80             | 1.85             | 2.24             | 2.10             |                  |
| Середньомісячна сонячна радіація, кДж/м²·день | 7877             | 10317            | 12662            | 16749            | 20503            | 22954            | 23007            | 20339            | 17266            | 12580            | 9422             | 7494             |                  |
| --------------------------------------------- | ---------------- | ---------------- | ---------------- | ---------------- | ---------------- | ---------------- | ---------------- | ---------------- | ---------------- | ---------------- | ---------------- | ---------------- | ---------------- |
| Джерело:                                      |                  |                  |                  |                  |                  |                  |                  |                  |                  |                  |                  |                  |                  |